# Buffalo (Frank Zappa)
Buffalo je dvostruki CD album američkog glazbenika Franka Zappe, koji je postumno izdan u travnju 2007. godine. To je drugi album koji "Vaulternative Records" posvećuje preminulom Zappi i na kojem se nalazi njegov nastup u živo (prvi je bio FZ:OZ). Koncert je sniman 25. listopada 1980. u gradu Buffalo, New York, zajedno sa sastavom s kojim je kasnije snimio Tinsel Town Rebellion (1981.) i Shut Up 'n Play Yer Guitar (1981.)

## Popis pjesama

### Disk 1
1. "Chunga’s Revenge" – 8:34
2. "You Are What You Is" – 4:12
3. "Mudd Club" – 3:02
4. "The Meek Shall Inherit Nothing" – 3:21
5. "Cosmik Debris" – 3:50
6. "Keep It Greasy" – 2:58
7. "Tinsel Town Rebellion" – 4:19
8. "Buffalo Drowning Witch" – 2:44
9. "Honey, Don’t You Want a Man Like Me?" – 4:36
10. "Pick Me, I’m Clean" – 10:15
11. "Dead Girls Of London" – 3:02
12. "Shall We Take Ourselves Seriously?" – 1:36
13. "City of Tiny Lites" – 9:58

### Disk 2
1. "Easy Meat" – 9:26
2. "Ain’t Got No Heart" – 2:00
3. "The Torture Never Stops" – 23:36
4. "Broken Hearts Are for Assholes" – 3:39
5. "I’m So Cute" – 1:38
6. "Andy" – 8:14
7. "Joe’s Garage" – 2:12
8. "Dancing Fool" – 3:36
9. "The “Real World” Thematic Extrapolations" – 8:53
10. "Stick It Out" – 5:36
11. "I Don’t Wanna Get Drafted" – 2:48
12. "Bobby Brown" – 2:42
13. "Ms Pinky" – 3:48

## Izvođači
- Frank Zappa: Prva gitara, Vokal
- Steve Vai: Gitara, Prateći vokali
- Ray White: Vokal, Ritam gitara
- Ike Willis: Vokal, Ritam gitara
- Tommy Mars: Klavijature, Vokal
- Bob Harris: Klavijature, Truba, Vokal
- Arthur Barrow: Bas gitara, Vokal
- Vinnie Colaiuta: Bubnjevi, Vokal

## Produkcija
- Frank Zappa: Glazba, Izvedba, Snimanje
- Gail Zappa & Joe Travers: CD Produkcija
- Frank Filipetti: Mix
- John Polito: Mastering
- George Douglas: Originalna projekcija snimanja
- Gail Zappa: Direktor slike/Ideja, Tekst
- Keith Lawler: Dizajn, Format
- Kaushal Parekh: Slika omota albuma